# شابم (الطيال)

تعديل مصدري - تعديل

شابم هي إحدى قرى عزلة بني جبر بمديرية الطيال التابعة لمحافظة صنعاء، بلغ تعداد سكانها 659 نسمة حسب تعداد اليمن لعام 2004.